# Xã Great Bend, Quận Cottonwood, Minnesota
Xã Great Bend (tiếng Anh: Great Bend Township) là một xã thuộc quận Cottonwood, tiểu bang Minnesota, Hoa Kỳ. Năm 2010, dân số của xã này là 287 người.